# Samuel Gaze
Samuel (Sam) Gaze (Tokoroa, 12 december 1995) is een Nieuw-Zeelands wielrenner. Hij combineert zowel het mountainbiken als het wegwielrennen. Hij rijdt bij de Belgische wielerploeg Alpecin-Deceuninck.

## Palmares

### Cross-Country
Overwinningen
| Seizoen | Wereldbeker cross-country | Wereldbeker short-track  | OS  | WK  | OK     | NK     | Overige                            | Totaal aantal zeges |
| ------- | ------------------------- | ------------------------ | --- | --- | ------ | ------ | ---------------------------------- | ------------------- |
| 2014    |                           |                          | NVT | NVT | NVT    | Goud   |                                    | 1                   |
| 2015    |                           |                          | NVT | NVT | NVT    | Zilver |                                    | 0                   |
| 2016    |                           |                          | 37e | NVT | 4e     | Goud   | Cape Town                          | 1                   |
| 2017    |                           |                          | NVT | NVT | DNS    | DNS    | Cape Town, Basel, Titisee-Neustadt | 3                   |
| 2018    | Stellenbosch              | Nové Město, Mt.-St.-Anne | NVT | DNS | Zilver | DNS    | Gold Coast, Girona                 | 5                   |
| 2019    |                           |                          | NVT | DNS | DNS    | DNS    | Girona                             | 1                   |
| 2020    |                           |                          | NVT | 65e | 9e     | DNF    | Kocevje                            | 1                   |
| 2021    |                           |                          | DNQ | 6e  | NVT    | DNS    | Sittard, Basel, Girona             | 3                   |
| 2022    |                           | Albstadt                 | NVT | DNF | DNS    | DNS    | Wijster, Birmingham                | 3                   |
| 2023    |                           |                          | NVT | ↑   | DNS    | DNS    | Alicante, Nucia, Guéret            | 3                   |
| 2024    |                           | Mairiporã, Val di Sole   | 6e  | -   |        |        | Platja D'Aro I, Platja D'Aro II    | 4                   |
|         |                           |                          |     |     |        |        |                                    |                     |
| Totaal  | 1                         | 5                        | 0   | 0   | 0      | 2      | 18                                 | 26                  |

Resultatentabel
| 2017   | 42e | 34e  | NVT | NVT | DNS    | DNS |  |  |
| 2018   | 12e | 58e  | NVT | DNS | Zilver | DNS |  |  |
| 2019   | 84e | 253e | NVT | DNS | DNS    | DNS |  |  |
| 2020   | NVT | 142e | NVT | 65e | 9e     | DNF |  |  |
| 2021   | 47e | 36e  | DNQ | 6e  | NVT    | DNS |  |  |
| 2022   | 40e | 78e  | NVT | DNS | DNS    | DNS |  |  |
| 2023   | 40e | 30e  | NVT | ↑   | DNS    | DNS |  |  |
|        |     |      |     |     |        |     |  |  |
| Totaal | 0   | 0    | 0   | 0   | 0      | 0   |  |  |

### Jeugd
Wereldkampioenschap Cross-country, beloften
2016 & 2017
 Oceanisch kampioenschap Cross-country, beloften
2014
 Oceanisch kampioenschap Cross-country, junioren
2013

### Wegwielrennen

#### Resultaten in voornaamste wedstrijden
| Jaar | Ronde van Italië | Ronde van Frankrijk | Ronde van Spanje |
| ---- | ---------------- | ------------------- | ---------------- |
| 2023 |                  |                     | opgave           |

### Resultaten in kleinere rondes
| Jaar | Ronde van Catalonië |
| ---- | ------------------- |
| 2024 | opgave              |

## Ploegen
- 2020 –  Alpecin-Fenix
- 2021 –  Alpecin-Fenix Development Team
- 2022 –  Alpecin-Fenix
- 2023 –  Alpecin-Deceuninck
- 2024 –  Alpecin-Deceuninck
- 2025 –  Alpecin-Deceuninck

Anderson · Ballerstedt · Bax · Bayer · De Bondt · De Tier · Dillier · Gaze · Gogl · Janssens · Krieger · Leysen · Mareczko · Merlier · Meurisse · Oldani · Philipsen · Planckaert · Rickaert · Riesebeek · Sbaragli · Stannard · Taminiaux · Thwaites · Van Den Bossche · D. van der Poel · M. van der Poel · Van Keirsbulck · Vermeersch · Vermote · Vine
Ballerstedt · Bayer · Conci · De Bondt · Dillier · Gaze · Ghys · Gogl · Groves · Hermans · Janssens · Kragh Andersen · Krieger · Leysen · Mareczko · Meurisse · Oldani · Osborne · Philipsen · Planckaert · Plowright · Rickaert · Riesebeek · Sbaragli · Sinkeldam · Stannard · Taminiaux · Van Den Bossche · van der Poel  · Vermeersch
Ballerstedt · Bayer · Boven · Conci · Dillier · Gaze · Ghys · Gogl · Groves · Hermans · Hollmann · Janssens · Kielich · Kragh Andersen · Laurance · Leysen · Meurisse · Osborne · Philipsen · Planckaert · Plowright · Rickaert · Riesebeek · Sinkeldam · Uhlig · Van Den Bossche · van der Poel  · Van Tricht · Vergallito · Vermeersch
Bayer · Boven · Debruyne · Dehairs · Del Grosso · Dillier · Gaze · Ghys · Glivar · Gogl · Groves · Hermans · Hollmann · Janssens · Kielich · Meurisse · Philipsen · Planckaert · Plowright · Price-Pejtersen · Rickaert · Riesebeek · Uhlig · Van Den Bossche · van der Poel · Van Tricht · Vergallito · Vermeersch
- Library of Congress Control Number: no2023028326
- Virtual International Authority File: 6753167931742529520003